# Маунтен-Сіті (Джорджія)
Маунтен-Сіті (англ. Mountain City) — місто (англ. town) в США, в окрузі Рабун штату Джорджія. Населення — 904 особи (2020).

## Географія
Маунтен-Сіті розташований за координатами 34°55′17″ пн. ш. 83°22′52″ зх. д. / 34.92139° пн. ш. 83.38111° зх. д. (34.921514, -83.381112).  За даними Бюро перепису населення США в 2010 році місто мало площу 4,72 км², з яких 4,70 км² — суходіл та 0,02 км² — водойми.

### Клімат
| Клімат : Маунтен-Сіті   | Клімат : Маунтен-Сіті | Клімат : Маунтен-Сіті | Клімат : Маунтен-Сіті | Клімат : Маунтен-Сіті | Клімат : Маунтен-Сіті | Клімат : Маунтен-Сіті | Клімат : Маунтен-Сіті | Клімат : Маунтен-Сіті | Клімат : Маунтен-Сіті | Клімат : Маунтен-Сіті | Клімат : Маунтен-Сіті | Клімат : Маунтен-Сіті | Клімат : Маунтен-Сіті |
| Показник                | Січ.                  | Лют.                  | Бер.                  | Квіт.                 | Трав.                 | Черв.                 | Лип.                  | Серп.                 | Вер.                  | Жовт.                 | Лист.                 | Груд.                 | Рік                   |
| Абсолютний максимум, °C | 26,1                  | 27,8                  | 30,0                  | 32,8                  | 34,4                  | 36,7                  | 38,9                  | 36,7                  | 36,1                  | 33,3                  | 27,8                  | 26,1                  | 38,9                  |
| Середній максимум, °C   | 9,4                   | 11,7                  | 16,1                  | 20,6                  | 23,9                  | 27,8                  | 29,4                  | 28,9                  | 26,1                  | 21,1                  | 16,1                  | 11,1                  | 20,0                  |
| Середній мінімум, °C    | −3,3                  | −2,2                  | 1,1                   | 5,0                   | 9,4                   | 14,4                  | 16,7                  | 16,7                  | 13,3                  | 6,7                   | 1,7                   | −1,7                  | 6,7                   |
| Абсолютний мінімум, °C  | −23,9                 | −18,9                 | −16,1                 | −11,1                 | −2,2                  | 2,2                   | 7,2                   | 4,4                   | −1,7                  | −7,8                  | −15                   | −20                   | −23,9                 |
| Норма опадів, мм        | 186                   | 161                   | 188                   | 130                   | 172                   | 142                   | 135                   | 155                   | 142                   | 128                   | 160                   | 163                   | 1862                  |
| ----------------------- | --------------------- | --------------------- | --------------------- | --------------------- | --------------------- | --------------------- | --------------------- | --------------------- | --------------------- | --------------------- | --------------------- | --------------------- | --------------------- |
| Джерело:                |                       |                       |                       |                       |                       |                       |                       |                       |                       |                       |                       |                       |                       |

## Демографія
Згідно з переписом 2010 року, у місті мешкало 1088 осіб у 425 домогосподарствах у складі 283 родин. Густота населення становила 230 осіб/км².  Було 589 помешкань (125/км²).
Расовий склад населення:
| - 86,2 % — білих - 1,2 % — корінних американців - 0,7 % — азіатів - 0,5 % — чорних або афроамериканців - 0,3 % — вихідців з тихоокеанських островів - 8,8 % — осіб інших рас |

До двох чи більше рас належало 2,3 %. Частка іспаномовних становила 16,3 % від усіх жителів.
За віковим діапазоном населення розподілялося таким чином: 25,2 % — особи молодші 18 років, 59,0 % — особи у віці 18—64 років, 15,8 % — особи у віці 65 років та старші. Медіана віку мешканця становила 40,3 року. На 100 осіб жіночої статі у місті припадало 89,5 чоловіків;  на 100 жінок у віці від 18 років та старших — 83,7 чоловіків також старших 18 років.
Середній дохід на одне домашнє господарство  становив 35 026 доларів США (медіана — 21 613), а середній дохід на одну сім'ю — 43 498 доларів (медіана — 29 563). Медіана доходів становила 31 250 доларів для чоловіків та 23 819 доларів для жінок. За межею бідності перебувало 25,3 % осіб, у тому числі 28,6 % дітей у віці до 18 років та 11,6 % осіб у віці 65 років та старших.
Цивільне працевлаштоване населення становило 272 особи. Основні галузі зайнятості: мистецтво, розваги та відпочинок — 24,6 %, роздрібна торгівля — 19,5 %, науковці, спеціалісти, менеджери — 12,9 %, будівництво — 12,9 %.